# ジャニーズ (グループ)
ジャニーズ（アメリカ英語: Johnny's）は、かつて活動していた日本の男性アイドルグループ。1962年（昭和37年）4月に結成、1967年（昭和42年）12月31日に解散した。レコードの発売はジャニーズ事務所創業後であり、レコード発売を持って「デビュー」とする同事務所の慣例に従うと同事務所から最初にデビューしたグループということになるが、ジャニーズ事務所の創業はグループの活動開始よりも後である。
現在ジャニーズといえば同事務所、もしくはその所属タレントを指すことがほとんどであるため、便宜上「初代ジャニーズ」「元祖ジャニーズ」と呼ばれることがある。 なお、この項では所属メンバーである真家ひろみと中谷良の個別の活動についても記述する。

## メンバー
- 真家ひろみ（まいえ ひろみ、1946年11月1日 - 2000年3月6日）

リーダー。本名・真家弘敏。東京都渋谷区出身。渋谷区立代々木中学校→東京商業高等学校→日本大学芸術学部。
- 飯野おさみ（いいの おさみ、1946年8月23日 - ）
- 中谷良（なかたに りょう、1947年9月18日 - 2021年）

本名・中谷良三。東京都渋谷区出身。渋谷区立代々木中学校→堀越高等学校→日本大学芸術学部。
- あおい輝彦（あおい てるひこ、1948年1月10日 - ）

## 概要
ジャニーズのプロデューサーであるジャニー喜多川は日系二世で、1950年代前半にはサンフランシスコで開催されていた日本芸能人の公演に間近で接し、そこで多くの知遇を得ていた。1953年（昭和28年）に米国大使館の通訳として来日したジャニーは、当時居住していた代々木のワシントンハイツで、通訳士の傍ら近所の子供たちに野球を教えていた。チームは弱かったためジャニーはヘターズやエラーズなどと呼んでいたが、所属していたあおい輝彦が「ジャニーさんが監督なんだからジャニーズがいいんじゃない？」と提案し、他の子供たちもそれに賛同したため「ジャニーズ」と名付けられた。
ある日、雨で野球の練習が出来なかったため、ジャニーはその場にいた少年たちを引き連れて映画『ウエスト・サイド物語』を鑑賞した。彼らは同作に衝撃を受け、ジャニーはエンターテインメント事業への参入を決意する。ジャニーは以前から米国由来の舞台芸術への憧れを持っており、メンバーもダンスのレッスンを熱心に行った。1962年4月、野球チームのメンバー4人でジャニーズが結成される。当初は名和プロダクション内の「新芸能学院」に在籍していたが、1964年（昭和39年）6月にジャニーがジャニーズ事務所を創業。ジャニーズは同事務所初の所属グループとなる。
1962年8月、NHK総合『夢であいましょう』で田辺靖雄のバックを務め、芸能界デビューする。同番組は生放送の舞台ショーであったため、先述したジャニーの芸能方針に一致していたのである。当時のいわゆる「アイドル枠」としては御三家（橋幸夫、舟木一夫、西郷輝彦）がいたが、彼らとは異なり「歌って踊れるアイドル」という当時としては稀有な存在が重宝されることとなった。1964年12月、日本ビクター（現：JVCケンウッド）の音楽レコード事業部のビクターレコード（現：ビクターエンタテインメント〈二代目〉）より『若い涙』でレコードデビュー。『夢であいましょう』内のコーナー「今月の歌」に採用される。以降も、永六輔、中村八大のゴールデンコンビによる楽曲を次々と発表する。1965年（昭和40年）、『第16回NHK紅白歌合戦』に初出場。披露したのは音楽劇『三文オペラ』の劇中歌「マック・ザ・ナイフ」のカバーで、やはり舞台を意識したパフォーマンスであった。
本物の舞台ショーにも積極的に出演した。1963年（昭和38年）1月、第19回『日劇ウエスタンカーニバル』に出演し、伊東ゆかりの「ロコ・モーション」のバックを務める（この時の参加メンバーには後の安達明がいる）。1965年、日本版ウェストサイド物語というべきミュージカル『焔のカーブ』（脚本:石原慎太郎、主演:北大路欣也）にも出演した。
1966年（昭和41年）8月28日、本格的なダンスレッスンをするために渡米。その後、ワーナー・ブラザース（現：ワーナー・ミュージック・グループ）との契約が決まり、予定の3ヶ月という滞在期間を延長してLPレコードのレコーディングを開始。その中から2曲を全世界に向けてシングルリリースした。プロモーションフィルムも制作していたが、何らかの原因により吹き込みが叶わなかった。なお、未発売の楽曲のうち、「Never My Love」はアドリシ・ブラザーズが作った楽曲で、ジャニーズのLPのお蔵入りが決まった後、1967年にアソシエイションによって演奏及びレコード化され、全米チャート第1位の大ヒットを記録している（Billboard Hot 100では最高2位）。
1967年（昭和42年）1月5日に帰国。渡米中に爆発的に流行していたグループサウンズを参考にした楽曲を発表するが、程なくして解散へと至ることになる。同年11月20日、渋谷公会堂にて解散コンサートを開催。そして同年12月31日放送の『プラチナゴールデンショー』（日本テレビ）への出演を最後に解散した。
解散から2年後の1969年（昭和44年）12月13日、日本劇場で行われた『オールスター・歌の祭典』にて、1日限りで再結成された。

## グループ解散後
真家ひろみ
真家宏満、さらに、池波正太郎から命名された立花正太郎へと2度改名をし、俳優やワイドショーの司会として活動していた。元宝塚歌劇団54期生で声楽家・ソプラノ歌手の白河かほると結婚、2人で個人事務所「（有）真家企画」を設立。1982年からはタクシー運転手に転職し、その模様が『ザ・ノンフィクション』や、猪瀬直樹の著書『あさってのジョー』で取り上げられた。1995年、念願だった個人タクシーの資格を取得。 しかし、2000年3月6日午前0時頃、胸の痛みを訴えて救急搬送。午前2時55分、心筋梗塞のため新宿区の病院で死去、享年53歳。ジャニーズ事務所出身のデビュー組の中では最も早く死去したとされる。
飯野おさみ

渡辺プロに移籍。アメリカでのダンス修行を経て、1972年に劇団四季に入団し、ミュージカル俳優に転向した。タレントの飯野めぐみは実の娘。
中谷良
渡辺プロに移籍してバンドを結成。その後は大阪に出向いて振付師の山田卓の元へ身柄を預け、2年間に渡りナイトクラブを回って演奏活動をしていた。1989年、暴露本『ジャニーズの逆襲』（ISBN 9784924442757）を発表。11歳のころからジャニー喜多川から性被害を受けていたことを告白した。当時、ジャニー喜多川の性加害は明らかとなり裁判が起こされたが、メリーから「何もなかったことにしろ」と脅され、裁判では事実を発言できず、嘘を言うしかなかったと、その後に語った。永年、性被害のトラウマを忘れられず、精神を病み続けていたという（詳細は「ジャニー喜多川性加害問題を参照）。
2021年、心筋梗塞により死去。享年74。
あおい輝彦

劇団四季の研究生として歌や演技を学び、歌手や俳優として活動。歌手としては代表曲に1971年「二人の世界」、1976年「あなただけを」などが大ヒット、1976年末の『第27回NHK紅白歌合戦』へソロ歌手として初出場を果たす。俳優としては『水戸黄門』の佐々木助三郎役、『あしたのジョー』の矢吹丈役などが有名。

## ディスコグラフィ

### シングル
太文字はCD化
ジャニーズ
- 若い涙（1964年11月5日）
- 若い夜（1965年5月）
- 焔のカーブ（1965年6月）
- ガール・ハッピィ/チキン・オブ・ザ・シー（1965年6月）
- 栄光のマーチ（1965年10月）

- 流行歌コンパクト盤・若い涙（17センチLP、4曲入）
  - 「若い涙」「ぼくの手袋破れてる」「若い夜」「若いんだもん」を収録。
- 君が若者なら（1966年1月）
- 泣いていたジェニー（1966年4月）
- バットマン（1966年5月30日）
- おーいわーいチチチ（1966年8月）
- 霧の夜の哀愁（1966年10月）
- 時計をとめて（1966年10月）
- 流行歌名曲シリーズ・泣いていたジェニー（17センチLP、4曲入）
  - 「泣いていたジェニー」「涙くんさようなら」「君が若者なら」「ひとりぼっちになったとき」を収録。
- 太陽のあいつ（1967年4月）
- いつか何処かで（1967年9月10日）
- 若い日本の歌/日本の朝（1967年10月）

中谷良
- 悲しきティーンエイジ・アイドル c/w カモン・バック・トゥ・ザ・ツイスト（1977年5月、ブラックレコード）
  - A面曲はダウン・タウン・ブギウギ・バンドのカバー曲。

### シングル（日本国外盤）
- I Remember（1967年7月）
  - The Johnnys名義。

### アルバム
ジャニーズ
- ジャニーズ ステレオ・ハイライト 第1集（1966年）
- ジャニーズとアメリカ旅行 EXCITING JOHNNYS SHOW ! 〜ジャニーズ・ショー実況録音〜（1966年11月）

中谷良
- We're the JOHNNYS（1989年12月10日）
  - インディーズ作品。北公次らによるオムニバスCD。中谷の楽曲は、本人による作詞作曲の「予期せぬ出逢い」が収録。
  - 同名のビデオ作品も同時に発売されており、中谷も出演している。

### オムニバスアルバム
- 浜口庫之助フォーエバー: バラが咲いた・夕陽が泣いている〜永遠の60's J-POPS（2000年10月25日）
  - 「泣いていたジェニー」「涙くんさよなら」を収録。
- 60's TVヒッツ・コレクション 〜キイハンター〜（2001年12月19日）
  - 「バットマン」「太陽のあいつ」を収録。
- 青春歌年鑑 ’65 BEST30（2002年11月27日）
  - 「チキン・オブ・ザ・シー」を収録。
- 夢であいましょう 今月のうた 大全 [2CD+DVD]（2013年1月30日）
  - 「若い涙」を収録。
- 太平洋奇跡の作戦 キスカ（2021年05月19日）
  - 「栄光のマーチ」を収録。

### ソノシート
- Little HONDA（1964年）
  - ホンダのノベルティ。1曲目にザ・ビーチ・ボーイズのオリジナル版、2曲目にジャニーズによるカバー版が収録。
- ハロー・ジャニーズ（1965年）
  - 「ぼくの瞳に君がいる」「栄光のマーチ」「チキン・オブ・ザ・シー」「ガール・ハッピィ」を収録。
- 女友シート・ジャニーズのないしょ話公開（1966年）
  - 『女学生の友』1966年4月号特別付録。
- ビクターミュージックブック バットマン ダイヤモンド強奪計画
  - ジャニーズが歌う「バットマンのテーマ」（「バットマン」と同一）と、ドラマ声優陣によるオリジナルドラマ「ダイヤモンド強奪計画(1)」を収録。

### レコード化されていない楽曲
太文字は日本音楽著作権協会（JASRAC）に登録されているもの。
- 悲しき雨音
  - 中谷のソロで歌唱する場合もあった。原曲はカスケーズ。
- おやじ万歳
  - 作詞:永六輔/作曲:いずみたく/作品コード:015-8279-8
- 試験はいやだ
  - 作詞:藤島泰輔/作曲:いずみたく/作品コード:039-3893-0
  - 後に江木敏夫がカバー。
- 時計がきざむ夜
  - 作詞:櫻井陽子/作曲:すぎやまこういち/作品コード:174-5916-8
- ひとつ隣りのうしろへ3つ
  - 作詞:青井輝彦/作曲:中村八大/作品コード:177-8634-7
  - 後におりも政夫がカバー。
- あの娘の名前
  - 作詞:安井かずみ/作曲:東海林修/作品コード:207-4792-6
- 別れた人
  - 作詞:安井かずみ/作曲:東海林修/作品コード:207-4887-6
- ぼくらの夢はミュージカル
  - 作詞:竹内伸光/作曲:東海林修/作品コード:207-5259-8
- ジャニーズです。
  - 作詞:来生えつこ/作曲:井上鑑/作品コード:249-5102-1
- 僕らはジャニーズ
- 恋のパームスプリングス
- ルート66 （飯野ソロ）
- ラヴ （真家ソロ）
- ローズ・マリー （あおいソロ）
- Never My Love
  - 作詞・作曲：アドリシ・ブラザーズ。 青井輝彦のリードボーカル曲。 1966年にロサンゼルスで録音。 この曲の詳細については こちら の項目を参照。
- Autumn Afternoon
  - 作詞・作曲：アドリシ・ブラザーズ。 1966年にロサンゼルスで録音。 1967年にテッド・ニーリー率いるテディー・ニーリー・ファイブの歌唱で発売。 アソシエイションも同年に録音していたが、2011年になってアソシエイションのリマスタリングアルバムのボーナストラックとして発売。
- The Visit （She Was Here）
  - 1966年にロサンゼルスで録音。 1967年にザ・サークル （The Cyrkle） の歌唱で発売。
- That's When Happens
  - 作者不明。1966年にロサンゼルスで録音。
- Tell Her I Love Her
  - 作者不明。1966年にロサンゼルスで録音。
- Love's Breakin' Thru
  - 作者不明。1966年にロサンゼルスで録音。
- You're Near Me
  - 作者不明。1966年にロサンゼルスで録音。
- 君にこの歌を
  - この曲の詳細については こちら の項目を参照。

### 楽曲提供
真家ひろみ
- ファイヴ・キャンドルズ「大阪の娘」
  - シングル『アイ・ラヴ・ビイ・ビイ』のB面曲。

## 出演

### NHK紅白歌合戦出場歴
| 年度/放送回               | 回 | 曲目               | 出演順 | 対戦相手   | 備考                         |
| ------------------------- | -- | ------------------ | ------ | ---------- | ---------------------------- |
| 1965年（昭和40年）/第16回 | 初 | マック・ザ・ナイフ | 14/25  | 弘田三枝子 | 橋幸夫のバックダンサーも担当 |

注意点
- 出演順は「出演順/出場者数」で表す。

### バラエティ番組
ジャニーズ
- 夢であいましょう（NHK）
- 味の素ホイホイ・ミュージック・スクール（日本テレビ）
  - 木の実ナナのバックダンサーとして出演。
- 森永スパークショー（フジテレビ）
- シャボン玉ホリデー（日本テレビ）
- 九ちゃんの夏休み
- 若さとリズム（NHK）
- 明日があるさ（日本テレビ）
- ジャニーズナインショー（日本テレビ）
- ジャニーズセブンショー（日本テレビ）

真家ひろみ
- 3時のあなた（1968年4月1日 - 1969年3月 、フジテレビ）
  - メイン司会である木元教子のアシスタントとして、毎週水・木・金曜のサブ司会を務めた。

### テレビドラマ
ジャニーズ
- へそまがりに突撃! （1965年7月3日、NTV）
- 太陽のあいつ 第9話「スタントカー大混乱!!」（1967年6月22日、TBS） - スタントマン志望の若者たち役
  - この回のラストで、同名主題歌をダンスとともに劇中歌として披露している。
- 若い季節（NHK） - あおい輝彦のみ出演

真家ひろみ
- アーラわが君（1969年4月2日 - 1970年3月25日、CX）
- 戦いすんで日が暮れて（1969年、CX） - 西郷大一郎
- ガッツジュン 第7話「超人バッテリー」 - 第9話「投げろ！レインボーボール」（1971年、TBS） - 神子上太郎
- 太陽にほえろ! 第6話「手錠と味噌汁」（1972年、NTV） - 谷昭一
- ウルトラマンA 第37話「友情の星よ永遠に」（1972年、TBS） - 加島（クレジットは“まいえ宏満”と表記）
- 伝七捕物帳（NTV）
  - 第78話「娘さらい お化け騒動」（1975年） -  金之助
  - 第140話「命を賭けた待ッタナシ」（1977年） - 喜太郎
- Gメン'75 第191話「女子大寮の裏窓」（1979年、TBS） - 野口一郎
- 大都会 PARTIII 第28話「ブラックホール」（1979年、NTV）
- 雲霧仁左衛門（1979年、CX） - 忠吉
- 鬼平犯科帳（萬屋錦之介版）（1980年4月1日 - 9月30日、ANB） - 山田市太郎
- 峠の群像（1982年、NHK）

### 映画
ジャニーズ
- 下町の太陽（1963年4月18日、松竹）
- やぶにらみニッポン（1963年12月1日、東宝）
- あの雲に歌おう（1965年1月15日、東映）
- 青春大統領（1966年4月27日、日活）
- クレージー黄金作戦（1967年4月29日、東宝）
- 君は恋人（1967年11月3日、日活）

真家ひろみ
- ひばり・橋の花と喧嘩（1969年7月5日、松竹） - 深作直助役
- 戦いすんで日が暮れて（1970年1月31日、松竹） - 西郷大一郎役
- 花の不死鳥（1970年7月1日、松竹）
- 喜劇 あゝ軍歌（1970年9月15日、松竹） - 若者役
- 東京チャタレー夫人（1977年8月20日、日活ロマンポルノ） - 加納達則役
- 杳子（1977年10月22日） - 杳子の恋人役

中谷良
- 怪獣の観た夢（1992年4月、マクザム）
  - 北公次主演のOVA作品。

### 舞台
ジャニーズ
- 焔のカーブ（1965年4月・日生劇場、作・石原慎太郎、音楽・中村八大）
- 夏の踊り 〜四つの約束〜 ／ 喜劇・青春大騒動（1965年8月1日 - 26日、梅田コマ・スタジアム）
- 宝島（1966年1月、日生劇場、作・石原慎太郎、音楽・中村八大）
- いつか何処かで 〜 フォーリーブス物語（1967年6月、大阪フェスティバルホール、脚本・ジャニー喜多川）

中谷良
- レッツ・ゴー フォーリーブス（1969年12月、大阪フェスティバルホール/日生劇場） - 鳥羽家の甥の良三役
  - 第2幕「オー・マイ・ママ」に出演。
- 郷ひろみヤングミュージカル 走れ あしたに!!（1974年） - 高校教師役
  - 郷ひろみのコンサート内でのミュージカル。
- オリジナルミュージカルプレイ 友情（1975年1月） -中谷良三役
  - 「フォーリーブス リサイタル'75」内でのミュージカル。
- ライブ・ミュージカル 少年たち 〜フォーリーブス・不朽の名作〜（1975年4月5日 - 5月5日） - 良三役

真家ひろみ
- 現代股旅人生・畠山みどり奮闘公演『帰って来た女剣劇 〜 みどりの七変化』（1979年2月28日 - 3月5日、新宿紀伊國屋ホール）

### ステージ
- 第19回新春ウエスタン・カーニバル（1963年1月14日 - 21日、日本劇場）
- 第20回ウエスタン・カーニバル（1963年5月5日 - 12日、日本劇場）
- 第21回ウエスタン・カーニバル（1963年9月2日 - 8日、日本劇場）
- 第22回新春ウエスタン・カーニバル（1964年1月14日 - 2月21日、日本劇場）
- 第23回ウエスタン・カーニバル（1964年5月5日 - 12日、日本劇場）
- 第24回ウエスタン・カーニバル 〜ペギー・マーチがやってきた（1964年8月26日 - 9月1日、日本劇場）
- 第25回新春ウエスタン・カーニバル（1965年1月14日 - 21日、日本劇場）
- 第26回ウエスタン・カーニバル（1965年5月5日 - 12日、日本劇場）
- 第27回ウエスタン・カーニバル（1965年8月28日 - 9月3日、日本劇場）
- 詳細不明、ザ・ピーナッツのショーに出演（1965年9月、梅田コマ・スタジアム）
- ジャニーズ・ショー（1965年12月22日 - 24日、日本劇場）
- 第28回新春ウエスタン・カーニバル（1966年1月15日 - 21日、日本劇場）
- ジャニーズリサイタル（1966年、日生劇場）
- 第29回ウエスタン・カーニバル（1966年5月5日 - 12日、日本劇場）
- 第30回ウエスタン・カーニバル（1966年8月27日、日本劇場）
- 第31回新春日劇ウエスタン・カーニバル（1967年1月15日 - 21日、日本劇場）
- 第33回ウエスタン・カーニバル （1967年8月26日 - 9月1日）
- ピーナッツ・ホリデイ〜ジャニーズと共に!（1967年9月2日 - 8日、日本劇場）
- 解散コンサート（1967年11月20日、渋谷公会堂）
- オールスター・歌の祭典（1969年12月13日、日本劇場）
  - 1日限りの再結成ステージ。

### CM
- フタバ食品「フタバアイスクリーム」（1965年 - 起用終了年不詳）

## 書籍
ジャニーズ
- ジャニーズ'65（1965年10月31日発行） - 写真集

中谷良
- ジャニーズの逆襲（1989年10月、データハウス）

真家ひろみ
- ハイ!どうぞ - ジャニーズ・タクシー奮走記（1993年5月、マガジンハウス）